# Mike Keane
Michael John "Mike" Keane, född 29 maj 1967, är en kanadensisk före detta professionell ishockeyspelare som tillbringade 16 säsonger i den nordamerikanska ishockeyligan National Hockey League (NHL), där han spelade för ishockeyorganisationerna Montreal Canadiens, Colorado Avalanche, New York Rangers, Dallas Stars, St. Louis Blues och Vancouver Canucks. Han producerade 470 poäng (168 mål och 302 assists) samt drog på sig 881 utvisningsminuter på 1 161 grundspelsmatcher. Keane har tidigare spelat på lägre nivåer för Canadiens de Sherbrooke och Manitoba Moose i American Hockey League (AHL) och Winnipeg Warriors och Moose Jaw Warriors i Western Hockey League (WHL).
Han blev aldrig draftad av någon NHL-organisation.
Keane vann tre Stanley Cup med tre olika NHL-organisationer. Den första vann han med Montreal Canadiens för säsong 1992-1993, den andra med Colorado Avalanche för säsong 1995-1996 och den tredje med Dallas Stars för säsong 1998-1999.

## Statistik
| Källa: Utv = Utvisningsminuter | Källa: Utv = Utvisningsminuter                        | Källa: Utv = Utvisningsminuter                        |                                                       | Grundserie                                            | Grundserie                                            | Grundserie                                            | Grundserie                                            | Grundserie                                            |                                                       | Slutspel                                              | Slutspel                                              | Slutspel                                              | Slutspel                                              | Slutspel |
| Säsong                         | Lag                                                   | Liga                                                  | Matcher                                               | Mål                                                   | Assist                                                | Poäng                                                 | Utv                                                   | Matcher                                               | Mål                                                   | Assist                                                | Poäng                                                 | Utv                                                   |                                                       |          |
| ------------------------------ | ----------------------------------------------------- | ----------------------------------------------------- | ----------------------------------------------------- | ----------------------------------------------------- | ----------------------------------------------------- | ----------------------------------------------------- | ----------------------------------------------------- | ----------------------------------------------------- | ----------------------------------------------------- | ----------------------------------------------------- | ----------------------------------------------------- | ----------------------------------------------------- | ----------------------------------------------------- | -------- |
| 1983–1984                      | Winnipeg Monarchs                                     | MMMHL                                                 | 21                                                    | 17                                                    | 19                                                    | 36                                                    | 59                                                    | —                                                     | —                                                     | —                                                     | —                                                     | —                                                     |                                                       |          |
|                                | Winnipeg Warriors                                     | WHL                                                   | 1                                                     | 0                                                     | 0                                                     | 0                                                     | 0                                                     | —                                                     | —                                                     | —                                                     | —                                                     | —                                                     |                                                       |          |
| 1984–1985                      | Moose Jaw Warriors                                    | WHL                                                   | 65                                                    | 17                                                    | 26                                                    | 43                                                    | 141                                                   | —                                                     | —                                                     | —                                                     | —                                                     | —                                                     |                                                       |          |
| 1985–1986                      | Moose Jaw Warriors                                    | WHL                                                   | 67                                                    | 34                                                    | 49                                                    | 83                                                    | 162                                                   | 13                                                    | 6                                                     | 8                                                     | 14                                                    | 8                                                     |                                                       |          |
| 1986–1987                      | Moose Jaw Warriors                                    | WHL                                                   | 53                                                    | 25                                                    | 45                                                    | 70                                                    | 107                                                   | 9                                                     | 3                                                     | 9                                                     | 12                                                    | 11                                                    |                                                       |          |
|                                | Canadiens de Sherbrooke                               | AHL                                                   | —                                                     | —                                                     | —                                                     | —                                                     | —                                                     | 9                                                     | 2                                                     | 2                                                     | 4                                                     | 16                                                    |                                                       |          |
| 1987–1988                      | Canadiens de Sherbrooke                               | AHL                                                   | 78                                                    | 25                                                    | 43                                                    | 68                                                    | 70                                                    | 6                                                     | 1                                                     | 1                                                     | 2                                                     | 18                                                    |                                                       |          |
| 1988–1989                      | Montreal Canadiens                                    | NHL                                                   | 69                                                    | 16                                                    | 19                                                    | 35                                                    | 69                                                    | 21                                                    | 4                                                     | 3                                                     | 7                                                     | 17                                                    |                                                       |          |
| 1989–1990                      | Montreal Canadiens                                    | NHL                                                   | 74                                                    | 9                                                     | 15                                                    | 24                                                    | 78                                                    | 11                                                    | 0                                                     | 1                                                     | 1                                                     | 8                                                     |                                                       |          |
| 1990–1991                      | Montreal Canadiens                                    | NHL                                                   | 73                                                    | 13                                                    | 23                                                    | 36                                                    | 50                                                    | 12                                                    | 3                                                     | 2                                                     | 5                                                     | 6                                                     |                                                       |          |
| 1991–1992                      | Montreal Canadiens                                    | NHL                                                   | 67                                                    | 11                                                    | 30                                                    | 41                                                    | 64                                                    | 8                                                     | 1                                                     | 1                                                     | 2                                                     | 16                                                    |                                                       |          |
| 1992–1993                      | Montreal Canadiens                                    | NHL                                                   | 77                                                    | 15                                                    | 45                                                    | 60                                                    | 95                                                    | 19                                                    | 2                                                     | 13                                                    | 15                                                    | 6                                                     |                                                       |          |
| 1993–1994                      | Montreal Canadiens                                    | NHL                                                   | 80                                                    | 16                                                    | 30                                                    | 46                                                    | 119                                                   | 6                                                     | 3                                                     | 1                                                     | 4                                                     | 4                                                     |                                                       |          |
| 1994–1995                      | Montreal Canadiens                                    | NHL                                                   | 48                                                    | 10                                                    | 10                                                    | 20                                                    | 15                                                    | —                                                     | —                                                     | —                                                     | —                                                     | —                                                     |                                                       |          |
| 1995–1996                      | Montreal Canadiens                                    | NHL                                                   | 18                                                    | 0                                                     | 7                                                     | 7                                                     | 6                                                     | —                                                     | —                                                     | —                                                     | —                                                     | —                                                     |                                                       |          |
|                                | Colorado Avalanche                                    | NHL                                                   | 55                                                    | 10                                                    | 10                                                    | 20                                                    | 40                                                    | 22                                                    | 3                                                     | 2                                                     | 5                                                     | 16                                                    |                                                       |          |
| 1996–1997                      | Colorado Avalanche                                    | NHL                                                   | 81                                                    | 10                                                    | 17                                                    | 27                                                    | 63                                                    | 17                                                    | 3                                                     | 1                                                     | 4                                                     | 24                                                    |                                                       |          |
| 1997–1998                      | New York Rangers                                      | NHL                                                   | 70                                                    | 8                                                     | 10                                                    | 18                                                    | 47                                                    | —                                                     | —                                                     | —                                                     | —                                                     | —                                                     |                                                       |          |
|                                | Dallas Stars                                          | NHL                                                   | 13                                                    | 2                                                     | 3                                                     | 5                                                     | 5                                                     | 17                                                    | 4                                                     | 4                                                     | 8                                                     | 0                                                     |                                                       |          |
| 1998–1999                      | Dallas Stars                                          | NHL                                                   | 81                                                    | 6                                                     | 23                                                    | 29                                                    | 62                                                    | 23                                                    | 5                                                     | 2                                                     | 7                                                     | 6                                                     |                                                       |          |
| 1999–2000                      | Dallas Stars                                          | NHL                                                   | 81                                                    | 13                                                    | 21                                                    | 34                                                    | 41                                                    | 23                                                    | 2                                                     | 4                                                     | 6                                                     | 14                                                    |                                                       |          |
| 2000–2001                      | Dallas Stars                                          | NHL                                                   | 67                                                    | 10                                                    | 14                                                    | 24                                                    | 35                                                    | 10                                                    | 3                                                     | 2                                                     | 5                                                     | 4                                                     |                                                       |          |
| 2001–2002                      | St. Louis Blues                                       | NHL                                                   | 56                                                    | 4                                                     | 6                                                     | 10                                                    | 22                                                    | —                                                     | —                                                     | —                                                     | —                                                     | —                                                     |                                                       |          |
|                                | Colorado Avalanche                                    | NHL                                                   | 22                                                    | 2                                                     | 5                                                     | 7                                                     | 16                                                    | 18                                                    | 1                                                     | 4                                                     | 5                                                     | 8                                                     |                                                       |          |
| 2002–2003                      | Colorado Avalanche                                    | NHL                                                   | 65                                                    | 5                                                     | 5                                                     | 10                                                    | 34                                                    | 6                                                     | 0                                                     | 0                                                     | 0                                                     | 2                                                     |                                                       |          |
| 2003–2004                      | Vancouver Canucks                                     | NHL                                                   | 64                                                    | 8                                                     | 9                                                     | 17                                                    | 20                                                    | 7                                                     | 0                                                     | 0                                                     | 0                                                     | 4                                                     |                                                       |          |
| 2004–2005                      | Spelade ej på grund av konflikt mellan NHL och NHLPA. | Spelade ej på grund av konflikt mellan NHL och NHLPA. | Spelade ej på grund av konflikt mellan NHL och NHLPA. | Spelade ej på grund av konflikt mellan NHL och NHLPA. | Spelade ej på grund av konflikt mellan NHL och NHLPA. | Spelade ej på grund av konflikt mellan NHL och NHLPA. | Spelade ej på grund av konflikt mellan NHL och NHLPA. | Spelade ej på grund av konflikt mellan NHL och NHLPA. | Spelade ej på grund av konflikt mellan NHL och NHLPA. | Spelade ej på grund av konflikt mellan NHL och NHLPA. | Spelade ej på grund av konflikt mellan NHL och NHLPA. | Spelade ej på grund av konflikt mellan NHL och NHLPA. | Spelade ej på grund av konflikt mellan NHL och NHLPA. |          |
| 2005–2006                      | Manitoba Moose                                        | AHL                                                   | 69                                                    | 3                                                     | 11                                                    | 14                                                    | 66                                                    | 12                                                    | 2                                                     | 1                                                     | 3                                                     | 4                                                     |                                                       |          |
| 2006–2007                      | Manitoba Moose                                        | AHL                                                   | 74                                                    | 8                                                     | 17                                                    | 25                                                    | 46                                                    | 13                                                    | 2                                                     | 2                                                     | 4                                                     | 7                                                     |                                                       |          |
| 2007–2008                      | Manitoba Moose                                        | AHL                                                   | 73                                                    | 8                                                     | 8                                                     | 16                                                    | 36                                                    | 6                                                     | 0                                                     | 0                                                     | 0                                                     | 6                                                     |                                                       |          |
| 2008–2009                      | Manitoba Moose                                        | AHL                                                   | 74                                                    | 8                                                     | 20                                                    | 28                                                    | 47                                                    | 22                                                    | 4                                                     | 7                                                     | 11                                                    | 6                                                     |                                                       |          |
| 2009–2010                      | Manitoba Moose                                        | AHL                                                   | 75                                                    | 9                                                     | 22                                                    | 31                                                    | 49                                                    | 6                                                     | 0                                                     | 2                                                     | 2                                                     | 2                                                     |                                                       |          |
| NHL totalt                     | NHL totalt                                            | NHL totalt                                            | 1161                                                  | 168                                                   | 302                                                   | 470                                                   | 881                                                   | 220                                                   | 34                                                    | 40                                                    | 74                                                    | 135                                                   |                                                       |          |
| AHL totalt                     | AHL totalt                                            | AHL totalt                                            | 443                                                   | 61                                                    | 121                                                   | 182                                                   | 314                                                   | 74                                                    | 11                                                    | 15                                                    | 26                                                    | 59                                                    |                                                       |          |
| WHL totalt                     | WHL totalt                                            | WHL totalt                                            | 186                                                   | 76                                                    | 120                                                   | 196                                                   | 410                                                   | 22                                                    | 9                                                     | 17                                                    | 26                                                    | 19                                                    |                                                       |          |